# Барышников, Антон Ералыевич
Антон Ералыевич Барышников (род. 10 апреля 1985, Калуга) — российский учёный, прозаик, драматург. Кандидат исторических наук.

## Биография
В 2002—2007 гг. учился на историческом факультете Калужского Государственного Педагогического Университета им. К. Э. Циолковского (Калужский Государственный Университет), окончил с красным дипломом. С 2007 по 2017 гг. работал в КГПУ им. К. Э. Циолковского: ассистентом и старшим преподавателем кафедры всеобщей истории, после её реорганизации — старшим преподавателем кафедры истории. С 2017 года — учитель истории АНОО Kaluga International School. С 2018 по 2021 — научный сотрудник Центра когнитивных программ и технологий РГГУ. С 2020 года — преподаватель магистратуры «Политическая и культурная история Европы» в РАНХиГС, Москва. С 2021 года — доцент кафедры истории древнего мира в Институте восточных культур и античности РГГУ, Москва.

## Научная деятельность
В 2008—2011 гг. был соискателем по кафедре всеобщей истории, работал над диссертацией по проблемам урбанизации Римской Британии под научным руководством проф., д.и.н. Я. Ю. Межерицкого. В феврале 2017 года успешно защитил диссертацию «Города юго-востока римской Британии как центры культурного взаимодействия» в диссертационном совете Казанского (Приволжского) Федерального Университета.
Является членом научных обществ — Society for Promotion of Roman Studies, Российская Ассоциация Антиковедов, Харьковское Историко-Археологическое Общество.
С 2010 года — постоянный участник научных конференций в России (МГУ, СПбГУ, ИВИ РАН, РГГУ, ШАГИ РАНХиГС, КФУ, ННГУ, ЯрГУ, СГУ, ХНУ) и Европе (Petnica Science Center, Serbia; Theoretical Roman Archaeological Conference 2019 (TRAC 2019), Canterbury, University of Kent; Theoretical Roman Archaeological Conference 2022 (TRAC 2022), Split, Croatia; Theoretical Archaeology Group (TAG 2022) Conference, Edinburgh, Scotland; Theoretical Roman Archaeological Conference 2023 (TRAC 2023), Exeter, United Kingdom; Roman Archaeology Conference/Theoretical Roman Archaeology Conference (RAC/TRAC 2024), London, United Kingdom). В 2019 году работал в качестве организатора и модератора секций «Britannia Incognita: круглый стол, посвящённый проблемам и перспективам исследования Римской Британии» и «Римская империя и периферия: новые идеи и теории» в рамках XXI Сергеевских чтений в МГУ. Также в 2019 организовывал и модерировал международный научный семинар Школы Актуальных Гуманитарных Исследований РАНХиГС «Римская империя и её наследие: проблемы понимания, перспективы изучения». В 2023 работал председателем сессии «The Good, the Bad and the Klingon: How may pop and nerd culture influence Roman archaeologists and historians?» в рамках Theoretical Roman Archaeological Conference (TRAC 2023). В 2024 работал председателем сессии «For a fistful of Daleks: scholarship, popular culture, Roman world» в рамках Roman Archaeology Conference/Theoretical Roman Archaeology Conference (RAC/TRAC 2024).
Автор большого количества научных публикаций, посвящённых истории римской Британии. Автор учебного пособия «История древнего мира: умные советы и полезные рекомендации для студентов очной формы обучения». Регулярный гость научно-просветительских программ «История конфликтов» и «Родина слонов», журнала Proshloe , проекта «Курилка Гутенберга», проекта «Auditorium», программы «Пойми себя, если сможешь» на радио «Маяк». Приглашённый лектор Центра Антиковедения ЯрГУ, Государственной публичной исторической библиотеки России, кинопортала "Амедиатека" , подкаста "История истории" .
Автор курса «Римская Британия» и лекции "Неримская Британия. Тайны железного века" на сайте образовательного проекта Magisteria.

### Научные публикации

#### Книги
- Барышников А.Е. Римская Британия // Rosebud Publishing. — 2023. — ISBN 978-5-905712-62-3. [25]

#### Статьи
- Барышников А.Е. Головы римских императорских статуй в реках Альбиона: к проблеме интерпретации источников // Античный мир и археология. — Саратов, 2010. — Вып. 14. — С. 163—172.
- Барышников А.Е. Camulodunum Colonia Vicrticensis: рождение и гибель провинциального центра // Античный мир и археология. — Саратов, 2011. — Вып. 15. — С. 148—159.
- Барышников А.Е. Катувеллауны и римляне: развитие Веруламия в I–II вв. н.э // Studia Historica. — М., 2011. — Вып. 11. — С. 190—202.
- Барышников А.Е. История римской Британии без романизации: концепция Д. Мэттингли // Studia Historica. — М., 2012. — Вып. 11. — С. 284—295.
- Барышников А.Е. Римская Британия и проблема романизации: кризис традиционной концепции и дискуссия о новых подходах в английском антиковедении // Вестник ННГУ. — Нижний Новгород, 2012. — Вып. 6 (3). — С. 200—211.
- Барышников А.Е. Концепт идентичности в современных исследованиях римской Британии // Antiquitas Aeterna. — Нижний Новгород: Издательство ННГУ, 2014. — Вып. 4. — С. 373–388.
- Барышников А.Е. Дуроверн кантиаков: особенности развития римского Кентербери в I–II вв. н.э // Studia Historica. — М., 2015. — Вып. 14. — С. 138–153.
- Барышников А.Е. Сколько нужно Тогидубнов для покорения Британии? // Древности 2014–2015. — Харьков: Издательство ХНУ, 2015. — С. 38—48.
- Барышников А.Е. Империя наносит ответный удар? «Археологические диалоги» и очередной виток дискуссии о романизации // Вестник ННГУ. — Нижний Новгород, 2015. — Вып. 1. — С. 17—24.
- Барышников А.Е. Изучение городов римской Британии в новейшей британской историографии // Проблемы истории, филологии, культуры. — 2016. — Вып. 2. — С. 128–145.
- Барышников А.Е. Лондиний и взаимодействие культур на юго-востоке Британии I–II вв. н.э // Мнемон: исследования по истории античного мира. — 2016. — Вып. 16 (2). — С. 187–212.
- Барышников А.Е. Молчащие мертвецы: погребения и некрополи как источник о социокультурной трансформации юго-востока римской Британии на рубеже эпох // Религия. Церковь. Общество. — 2016. — Вып. 5. — С. 264–281.
- Барышников А.Е., Мережицкий Я.Ю., Тарасова Л.В., Чернышов Л.В. История древнего мира: умные советы и полезные рекомендации для студентов оченой формы обучения. — Калуга, 2016. — С. 220.
- Барышников А.Е. Урбанизация юго-востока римской Британии: история Каллевы атребатов // Вестник ННГУ. — Нижний Новгород, 2017. — Вып. 3. — С. 23—32.
- Барышников А.Е. От Франкенштейна к Дирку Джентли: поиск нового в романо-британских исследованиях // ПЕNТНКОNTAETIA. Исследования по античной истории и культуре. Сборник, посвящённый юбилею Игоря Евгеньевича Сурикова. — СПб.: Издательство РХГА, 2018. — С. 267–275.
- Барышников А.Е. Власть царей и власть Империи: к вопросу о необходимости новых подходов в исследовании политической истории Британии I в. до н.э. – I в. н.э // Древние цивилизации: социум и человек: доклады конференции Российской ассоциации антиковедов с международным участием (ЯрГУ им. П.Г. Демидова, 4–6 октября 2018 г.). — Ярославль, 2018. — С. 162–168.
- Барышников А.Е. Тоска по Империи: парадоксы исторической науки и современной политики. Случай римской Британии. — Казань: Издательство Казанского университета, 2018. — С. 164—167.
- Барышников А.Е. Цари и «цари»: власть индивида и проблемы реконструкции политической истории Британии рубежа эр // Вестник Древней Истории. — 2019. — Т. 79, вып. 2. — С. 307—326.
- Барышников А.Е. Имперская угроза и трансформация ландшафта: пространственная история римской Британии // Диалог со временем. — М.:ИВИ, 2019. — С. 107—117.
- Baryshnikov A. Reges, Reguli, Duces: Some Remarks on an Individual and Power in Late Iron Age Pre-Roman Britain (en (англ. )) // Istrazivanja. Journal of Historical Researches. — 2020.
- Baryshnikov A. The Dictatorship of Identity: Soviet Scholarship and Roman Imperialism (en (англ. )) // Community and Identity at the Edges of Classical World. — Wiley, 2020.
- Барышников А.Е. Римляне и бритты: некоторые аспекты взаимоотношений в I-II вв. н.э // Кельты и античный мир: от Ирландии до Малой Азии. — . СПб.: Издательство РХГА, 2020.
- Барышников А.Е. Разбирая империализм: «левый поворот» и особенности современных исследований римской Британии // Вестник ННГУ. — Нижний Новгород, 2020. — Вып. 6. — С. 9—17.
- Барышников А.Е., Бугаева Н.В., Дурново М.В., Ладынин И.А., Обухов С.В., Сафронов А.В. XXI Сергеевские чтения на кафедре истории древнего мира исторического фа-культета МГУ имени М.В. Ломоносова (Москва, 29 января – 2 февраля 2019 г.) // Вестник древней истории. — 2020. — Вып. 3(80).
- Барышников А.Е. Когнитивная история римской Британии: новые возможности? // Электронный научно-образовательный журнал «История». — 2021. — Т. 12, вып. 3(106).
- Барышников А.Е., Данилочкина К.С. Современные исследования Адрианова вала: проблемы и поиски // Вестник древней истории. — Москва, 2021. — Вып. 2(81). — С. 423–438.
- Барышников А.Е. Города юго-востока римской Британии: империализм, традиции и особенности урбанизации // Вестник древней истории. — Москва, 2022. — Вып. 1(82). — С. 101–116.
- Baryshnikov A. New Threats, Old Challenges: Understanding Roman Imperialism in Post-Soviet Russia (en (англ. )) // Theoretical Roman Archaeology Journal. — 2022. — Вып. 5(1). — С. 1—22.
- Барышников А.Е., Шкаренков П.П. Империя и "трения": поиски новых подходов к осмыслению римского империализма // Новый исторический вестник. — 2023. — Вып. 4 (78). — С. 6-19.

## Творчество
Участник семинара прозы Совещания молодых писателей при Союзе писателей Москвы в 2014 г. и семинара драматургии в 2015 г., член Союза писателей Москвы.
Прозаические произведения входили в шорт-лист XIII Международного Волошинского конкурса (2015), финал конкурса «Четвероногая ворона» им. Хармса (2016). Рассказ «Война» вошёл в шорт-лист премии «Русский Гулливер»(2015 год), в лонг-лист премии «Дебют» (2015). Сказка «Волк и семеро козлят» вошла в шорт-лист драматургического конкурса-фестиваля «Северная Нано-сказка»(2021).

С пьесой «Эммануил» принимал участие в лаборатории театра кукол «Маленькая драма» в 2017 году (мастерская Михаила Бартенева и Павла Руднева).
Пьеса «Шестьдесят девятый» вошла в шорт-лист конкурса «Первая читка» (Санкт-Петербург) фестиваля «Пять вечеров» (2017). Пьеса «Сыр и книги, или Как король с королевой перестали ссориться» стала лауреатом конкурса драматургов «Евразия-2019» (Екатеринбург). В разные годы на фестивале «Любимовка» (Москва) были особо отмечены пьесы «Правдивейшая сага о Нере и спасении Коннахта» (2018) и «Григорий наносит ответный удар» (2019).

### Художественные произведения

#### Проза
- «Сказки в алфавитном порядке», сборник сказок. Частично опубликованы в журналах «Кольцо А»[33], «Октябрь»[34], «Русский Гулливер»[35]. Полностью - журнал "Форма слов"[36]
- «Война», рассказ. Опубликован в «Антологии короткого рассказа»[37] премии «Русский Гулливер», в журнале Союза писателей Москвы «Настоящее время»[38]
- «История Брута, полунаследного принца всей Англии, герцога Кембрийского, графа Норфолкского, барона Ланкаширского, герцога Йоркского, князя Гемпширского, царевича Девонского и каждый второй месяц каждого четвёртого високосного года немного маркграфа Корнуэлльского», повесть.

#### Драматургия
- «Шестьдесят девятый»[39]
- «Пвут»
- «Эммануил» (в соавторстве с Анастасией Букреевой). Опубликована в сборнике «Пьесы для театра кукол»[40]
- «Правдивейшая сага о Нере и спасении Коннахта»[41]. Опубликована в журнале «ЛиTERRAтура»[42]
- «Сыр и книги, или Как король с королевой перестали ссориться»[32]
- «Зимняя война»
- «Печорин» (по мотивам романа «Герой нашего времени» М. Ю. Лермонтова)
- «Григорий наносит ответный удар»[43] (в соавторстве с Константином Солдатовым)
- «Мухобойка»
- «Оксфордская банда»

### Постановки
- 2017 — читка пьесы «Шестьдесят девятый», Санкт-Петербург, в рамках конкурса «Первая читка»[31] (Санкт-Петербург) фестиваля «Пять вечеров» (2017), «Театр на Литейном», режиссёр Анна Бычкова
- 2018 — читка пьесы «Пвут», Омск, Кино-театральное объединение GoodWinЫ, режиссёр Серафима Орлова
- 2019 — постановка «Товар по акции» (по пьесе «Правдивейшая сага о Нере и спасении Коннахта»), Красноярск, YushinBro Theatre, режиссёр Валерия Итименева
- 2019 — постановка «Зимняя война: чёрное/белое», Петрозаводск, творческая лаборатория «Театрум», режиссёр Леонид Прокофьев[44]
- 2020 — постановка «Печорин»[45], Севастополь, СевТЮЗ, режиссёр Леонид Прокофьев[46][47][48]
- 2020 — он-лайн читка «Правдивейшая сага о Нере и спасении Коннахта», Ижевск, « Центр современной драматургии и режиссуры», режиссёр Павел Зорин
- 2020 — постановка «Правдивейшая сага о Нере и спасении Коннахта», Тюмень, Молодёжный театральный центр Космос, режиссёр Никита Герасимов[49][50][51]
- 2021 — он-лайн читка сказки «Волк и семеро козлят» в рамках драматургического конкурса-фестиваля «Северная нано-сказка»[52]
- 2022 — читка «Сыр и книги, или Как король с королевой перестали ссориться», Архангельск, «Архангельский театр драмы», в рамках проекта «Голоса за окном»
- 2024 — постановка «Иммануил Ч.» (по пьесе «Эммануил»), Лесосибирск, театр "Поиск", режиссёр Виктория Печерникова[53]